# Quadrella singularis
Quadrella singularis är en kaprisväxtart som först beskrevs av R.Rankin, och fick sitt nu gällande namn av Hugh Hellmut Iltis och Cornejo. Quadrella singularis ingår i släktet Quadrella och familjen kaprisväxter. Inga underarter finns listade i Catalogue of Life.